# MED4
MED4‏ (Mediator complex subunit 4) هوَ بروتين يُشَفر بواسطة جين MED4 في الإنسان.